# Tamambo
Pour les articles homonymes, voir Malo (langues) et Malo.
Le tamambo (ou malo, tamabo) est une langue océanienne parlée au Vanuatu par 4 000 locuteurs sur l'île de Malo et trois petites îles adjacentes, ainsi qu’au sud de Tangoa. Ses dialectes sont : avunatari (nord de Malo), ataripoe (sud de Malo). Le dialecte du sud est éteint. Il est proche de l’aore et du tutuba.